# Barão de Cotegipe

Barão de Cotegipe este un oraș în Rio Grande do Sul (RS), Brazilia.